# بیوشیمی فیزیکال
بیوشیمی فیزیک(به انگلیسی: Physical biochemistry) شاخه‌‌ای از بیوشیمی(زیست شیمی) است که جزو طبقات بررسی ترکیبات شیمیایی در ابعاد و خواص و تحلیل و تجزیه‌ های مختلفی صورت می‌پذیرد. به نظریه های پیرامون، تکنیک‌‌های کارشناسانه و روش‌شناسی که دانشجویان در تمام دوران تحصیل(در هر رشته‌ای) اما در این مورد استفاده برای مطالعه شیمی-فیزیکی، بیومولکول‌ها، زیست‌داروها و امثالهم می‌پردازد و این مضامین را غالبًا با انجام داده های به دست آمده از محاسبات فیزیک، شیمی و ریاضی گردآوری کرده و نتیجه را ارائه می‌هند. همچنین به رویکردهای ریاضی برای تجزیه و تحلیل واکنش های بیوشیمیایی و مدل سازی سیستم های ریزاندامگان می پردازند. این ساز و کارها، بینشی در مورد ساختار ماکرومولکولها و چگونگی تأثیر ساختار شیمیایی بر خواص فیزیکی و بیولوژیکی ارائه می‌دهد. این مسائل شامل استفاده از فیزیک، اصول شیمی و فیزیک، روشی برای مطالعه سیستم های بیولوژیکی است. از تکنیک های شیمی فیزیک مختلف مانند کروماتوگرافی، طیف سنجی، الکتروفورز، کریستالوگرافی،اشعه ایکس، میکروسکوپ الکترونی و هیدرودینامیک استفاده می کند.